# کالج فنی بصره
کالج فنی بصره (به عربی: الكلية التقنية البصرة) در سال ۱۹۹۴ در شهر بصره جنوب عراق و زیرنظر بنیاد آموزش فنی این کشور تأسیس شد.

## دانشکده‌ها
- دانشکده انرژی و تکنیک‌های سوختی
- دانشکده تکنیک‌های پتروشیمی
- دانشکده تکنیک‌های برق قدرت
- دانشکده تکنیک‌های تبرید و تهویه مطبوع
- دانشکده محیط زیست و آلودگی